# اللوامي
اللوامي قرية سعودية، تتبع مركز الهدا التابع لمحافظة الطائف في منطقة مكة المكرمة. تقع شمال غرب الطائف بمسافة ( ) كم.